# José de Abreu Barbosa Bacelar
José de Abreu Barbosa Bacelar ComA • GOA foi um encarregado do Governo colonial português.

## Biografia
Capitão de Mar e Guerra.
Exerceu o cargo de Governador-Geral da Colónia de Angola em 1921, tendo sido antecedido por José Inácio da Silva e sucedido por José Norton de Matos.
A 11 de Março de 1919 foi feito Comendador da Ordem Militar de Avis e a 19 de Outubro de 1920 foi elevado a Grande-Oficial da Ordem Militar de Avis.